# Лютенька (река)
Лютенька (укр. Лютенька) — река на Украине, протекает по территории Гадячского района Полтавской области. Левый приток Псёла.

## Описание
Длина реки — 32 км. Русло извилистое. Создано несколько прудов (5 км²). Болот — 7,5 км².

## Расположение
Река берёт начало к северо-востоку от села Великая Павловка Зеньковского района. Течёт сначала преимущественно на запад, в среднем течении — на юго-запад, в низовьях — на юг и юго-запад. Впадает в Псёл юго-западнее села Лютенька, напротив села Перевоз.
Основные притоки: Величковка (правый), Перетичок (левый).
По берегам реки расположены сёла: Фёдоровка, Юрьевка, Лютенька.